# 2016 في الأردن
فيما يلي قوائم الأحداث التي وقعت خلال عام 2016 في الأردن.

## سياسة

### تعيين في المنصب
- 1 يونيو – هاني الملقي رئيس وزراء الأردن.

## أفلام
من الأفلام التي صدرت هذه السنة في الأردن:
- 23 يناير – تحت الظل من إخراج Babak Anvari [الإنجليزية]‏.

### مايو
- 12 مايو – عبد الباقي جمو (مواليد 1922) وزير ونائب ورجل دين أردني.

### سبتمبر
- 22 سبتمبر – معن أبو نوار (مواليد 1928) سياسي أردني.
- 25 سبتمبر – ناهض حتر (مواليد 1960) كاتب.

### نوفمبر
- 3 نوفمبر – فتحي أبو طالب (مواليد 1933)